# ロンドン大学シティ
ロンドン大学シティ（City, University of London）は、ロンドン大学群を構成するイギリスの公立大学である。旧名のシティ大学とも呼ばれる。

## 概要

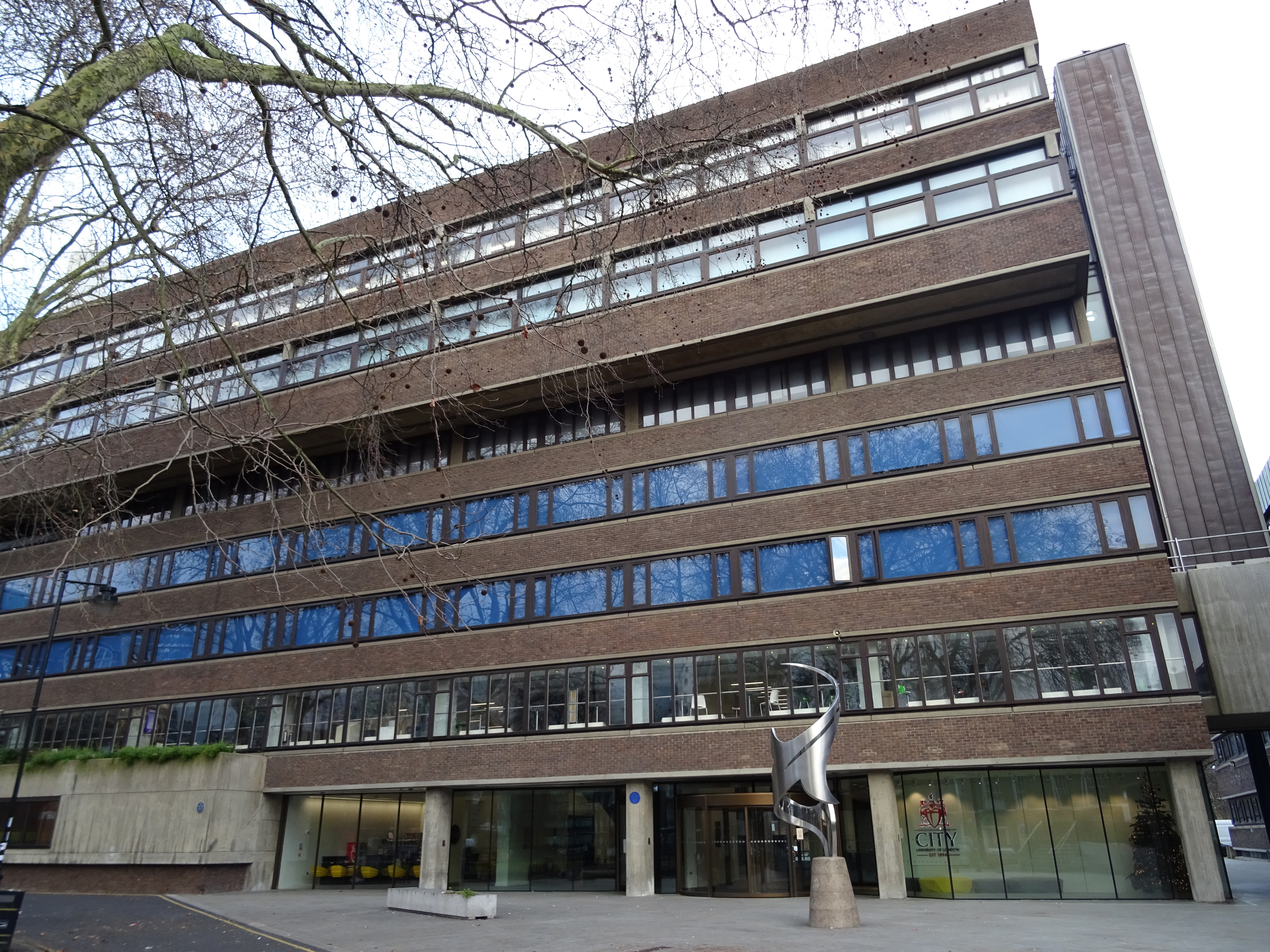
本部キャンパス（ノーザンプトン・スクエア）

ロンドンの中心地に位置し、プロフェッショナルを育てる目的の職業訓練的なコース、パートタイムのコースが多く開講されていることもあり、働きながら通う学生も多く、学生全体の約半数が大学院で学んでいる。
金融街のシティと伝統的に強い結びつきを持つ。開講されているコースの3分の2以上がその分野に関連した専門職団体に認定されている。
出願数の多さ、卒業生の就職率・初任給の高さが英国でトップクラスの大学であることも有名である。
歴代の英国首相を複数輩出したロー・スクール、英国を代表するビジネス・スクール、ジャーナリズム・スクール等で構成されている。

## 沿革
1852年、Lincoln's Innにて、The Council of Legal Education（CLE）が創立。
1894年、ノーザンプトン・ポリテクニク（Northampton Polytechnic Institute）として創立。この機関が母体となり、1966年に大学指定を受けたことから、2008年頃までは、創立年を1894年としていた。1936年にコリン・チェリーが学士号を取得している。
1966年、ノーザンプトン・ポリテクニクが勅許にて大学指定を受け大学となり、シティ大学（The City University）へ改称。
1967年、The Council of Legal Education（CLE）がInns of Court School of Law（ICSL）へ改組。直前の1964年にGray's Innを傘下に加えており、1997年の制度変更まで4つの法曹院でイギリスの司法修習制度を独占していた。
1994年、シティ・オブ・ロンドンに位置するSt Bartholomew's Hospital（源流となる医療機関は1123年に遡る）とRoyal London Hospital （源流となる医療機関は1740年に開院）の付属教育機関が合併し、St Bartholomew School of Nursing & Midwiferyとなり、翌1995年、シティ大学の一部となる。
2001年、シティ大学がInns of Court School of Law（ICSL）を併合。
2002年、サー・ジョン・キャス財団から寄付を受け、新施設へ移転し、経営学部（City Business School）をキャス・ビジネス・スクール（Cass Business School）へ改称。
2008年、Inns of Court School of Lawをシティ・ロー・スクール（City Law School）へ改称。
2008年、St Bartholomew School of Nursing & MidwiferyをSchool of Health & Psychological Sciencesへ改称。
2016年、ロンドン大学に加盟し、ロンドン大学シティ（City, University of London）へ改称。
2021年、キャス・ビジネス・スクールをベイズ・ビジネス・スクールへ改称。
2024年、ロンドン大学セント・ジョージズと合併し、ロンドン大学シティ・セント・ジョージズ（City St George's, University of London）へ改称。

## キャンパス

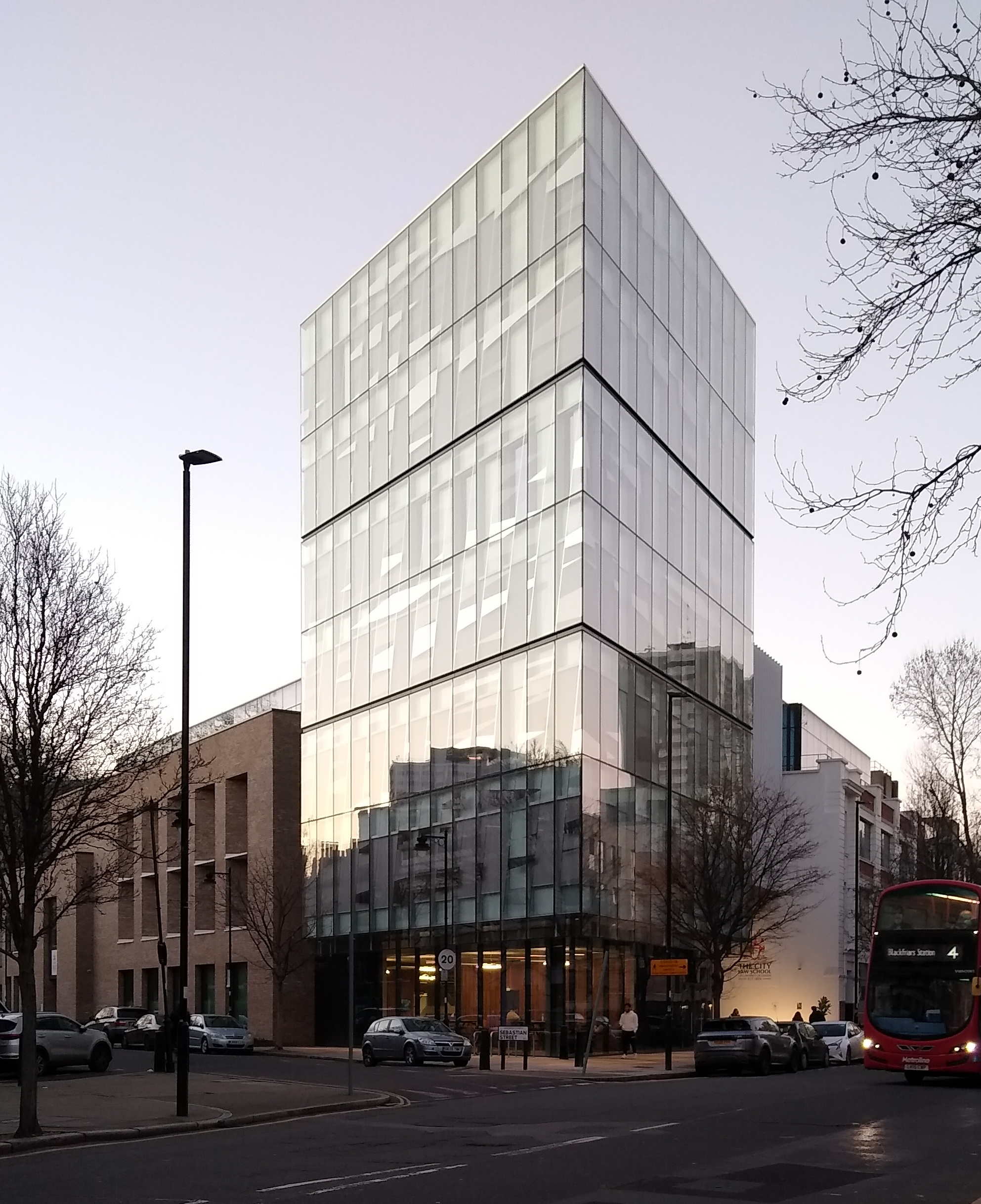
シティ・ロー・スクールのメインキャンパス（ホルボーン）

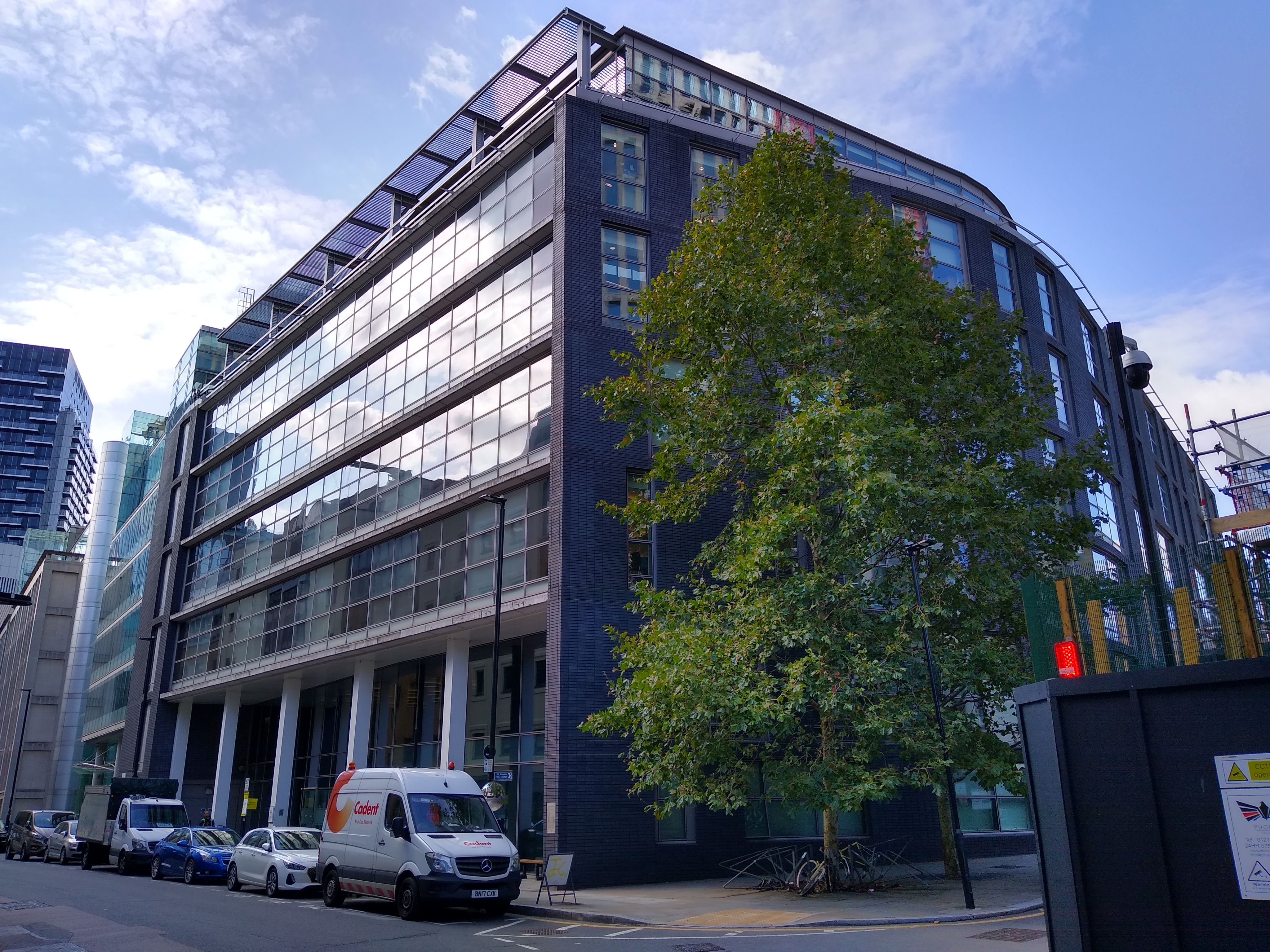
ベイズ・ビジネス・スクールのメインキャンパス（イズリントン）

メインキャンパスであるノーザンプトン・スクエアはセントラル・ロンドンのイズリントンにある。最寄り駅はエンジェル駅。ファリンドン駅、バービカン駅、オールド・ストリート駅からも近い。その他のキャンパスはシティ・オブ・ロンドンおよびホルボーン、スミスフィールド、そしてロンドンのホワイトチャペルエリアにある。

## 組織
以下の6つのスクールから構成されている。
シティ・ロー・スクール（The City Law School）
前身 Inns of Court School of Law
シティ・ロー・スクールの源流である1852年創立のInns of Court School of Lawはマーガレット・サッチャー、トニー・ブレア、クレメント・アトリー、ハーバート・ヘンリー・アスキスといった元英国首相や、マハトマ・ガンディーの出身校でもある。
ベイズ・ビジネス・スクール（Bayes Business School）
前身 キャス・ビジネス・スクール（Cass Business School）
ベイズ・ビジネス・スクールは英国および欧州を代表するビジネススクールの一つである。特に経営学修士（MBA）課程および、保険・アクチュアリー・海運・航空・不動産・ファイナンス等の分野における教育に関してイギリスを代表する教育機関である。
AMBA、EQUIS、AACSBによって認定（トリプル・アクレディテーション）されているトリプルクラウン校である。
ウエルカム・トラスト会長、GE社およびBP社の取締役のPeter Cullum、ザ・コカ・コーラ・カンパニーCEOのMuhtar Kent、バンク・オブ・ニューヨーク・メロンCEOのBob Kellyらを輩出。
本スクールの卒業生は、卒業してから5年の給料の平均が英国のどの大学の卒業生よりも高いとされている。
シティ・ジャーナリズム・スクール（Department of Journalism）
本校のジャーナリズム・スクールは、英国最大の規模、最高レベルの教育の質を誇り、BBC、世界のニュースチャンネル、新聞社、通信社などで活躍する数多くのジャーナリスト、ニュースキャスター、報道記者・編集者などを輩出している名門である 。
ガーディアン紙のマイケル・ハン氏は、カーディフ大学のジャーナリズム・スクールとともに、本校を「ジャーナリズムにおけるオックスブリッジ」と評している。
2023年度版の大学ランキングにおいても、ガーディアン紙のジャーナリズムの分野で全英1位、Complete University Guideのコミュニケーション&メディア・スタディーズの分野で全英1位と評価されている。
School of Health & Psychological Sciences
前身 St Bartholomew School of Nursing & Midwifery
School of Policy and Global Affairs
School of Science & Technology

## 主な出身者
- マーガレット・サッチャー - 元英国首相マーガレット・サッチャー（1952–1954年にInns of Court School of Lawで司法修習）

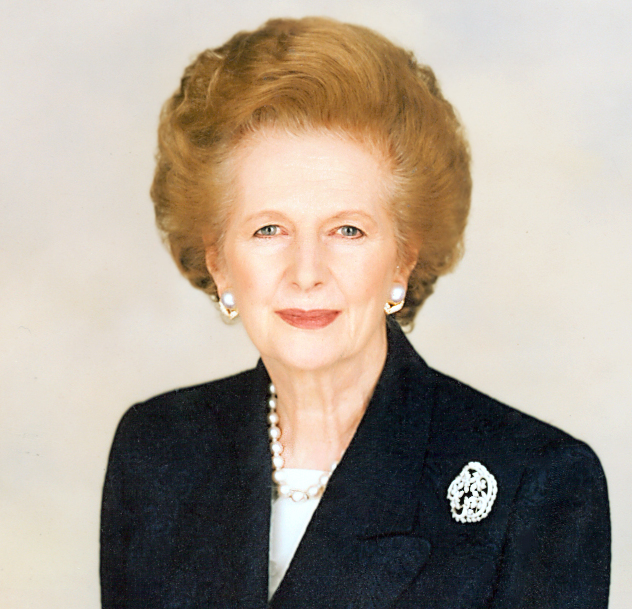
マーガレット・サッチャー（1952–1954年にInns of Court School of Lawで司法修習）

- トニー・ブレア - 元英国首相トニー・ブレア（1975-1978年にLincoln's Innで司法修習）
- クレメント・アトリー - 元英国首相

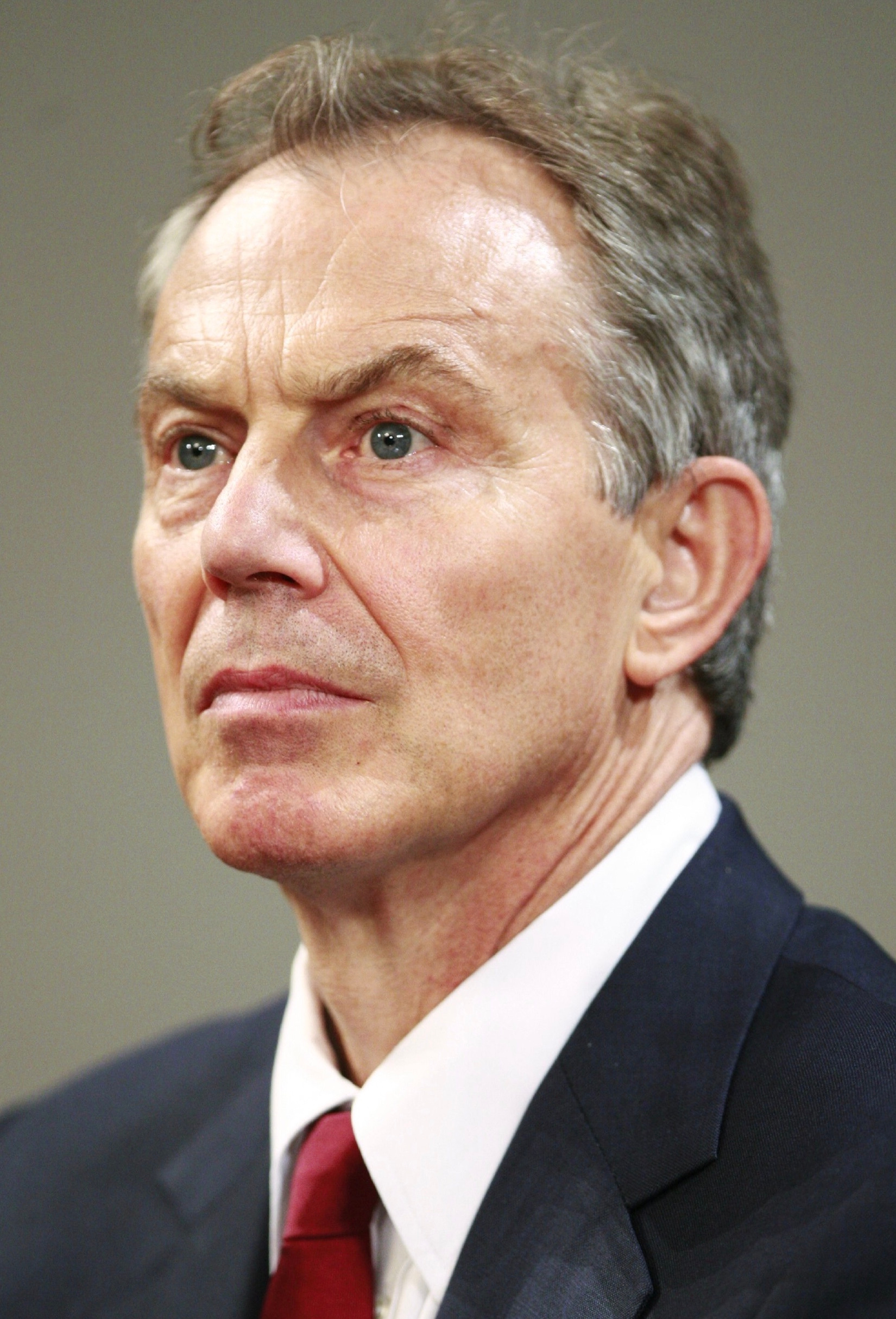
トニー・ブレア（1975-1978年にLincoln's Innで司法修習）

- ハーバート・ヘンリー・アスキス - 元英国首相
- マハトマ・ガンディー - インドの政治指導者マハトマ・ガンディー（1888–1891年にInner Templeに在学）

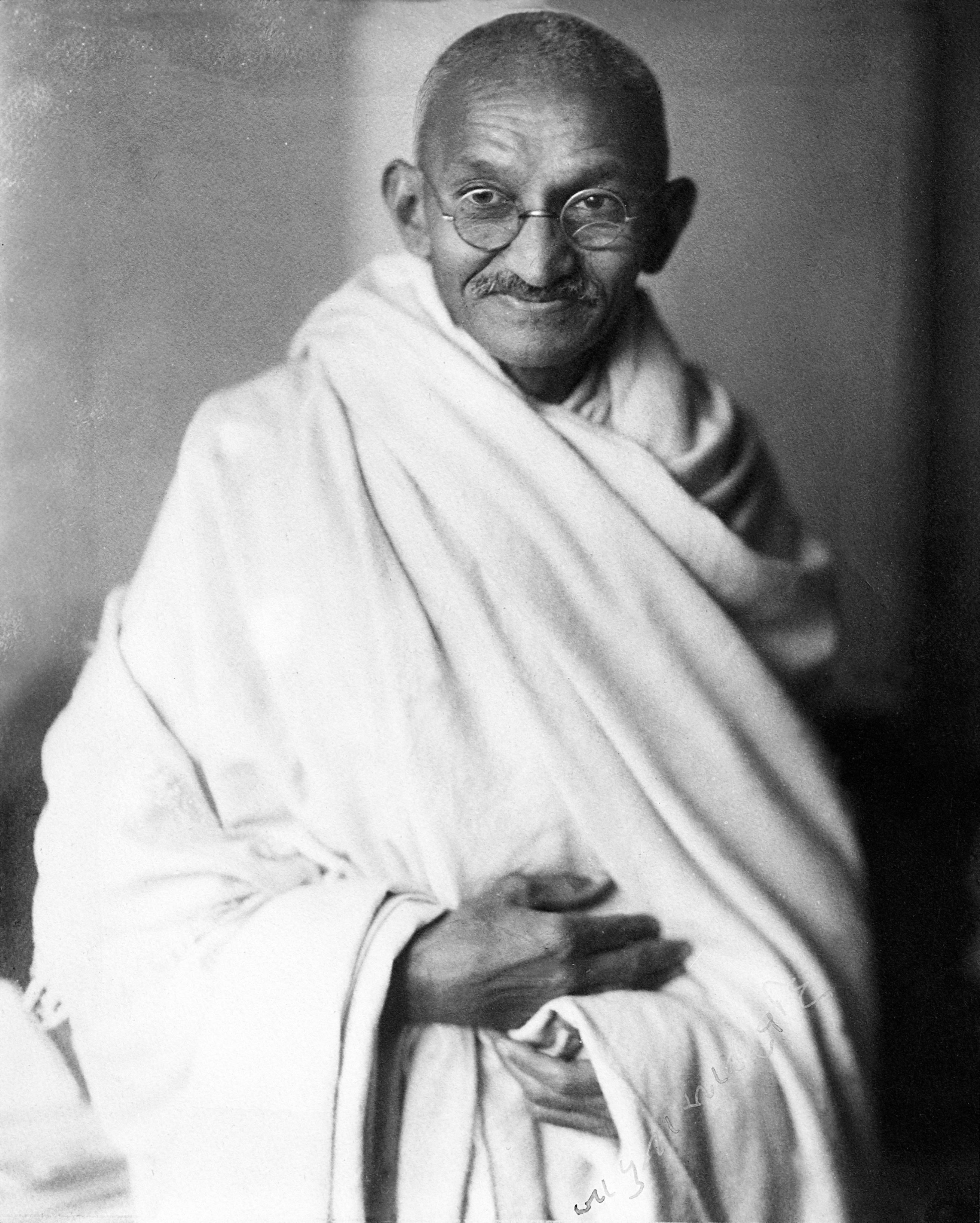
マハトマ・ガンディー（1888–1891年にInner Templeに在学）

- コリン・チェリー - 認知心理学者。主要な研究は聴覚系に関するものであり、特にカクテルパーティー効果の提唱で知られる。
- ウィリアム・キャステル（Peter Cullum） - ウエルカム・トラスト会長、ゼネラル・エレクトリック社およびBP社の取締役、アメーシャム・ピーエルシー元CEO
- ピーター・カラム（Peter Cullum） - 保険実業家、Economic InsuranceMBO、Hiscox取締役
- ステリオス・ハジ・イオアノウ（Sir Stelios Haji-Ioannou） - easyGroup創業者
- トム・イルベ（Tom Ilube） - 慈善家、工学者、物理学者
- ボブ・ケリー（Bob Kelly）- バンク・オブ・ニューヨーク・メロンCEO、メロン・フィナンシャル・コーポレーションCEO、ワコビア・コーポレーションCEO
- ムフタール・ケント（Muhtar Kent） - ザ・コカ・コーラ・カンパニー元CEO
- バリー・ペッツマン（Barrie Pettman） - ボンビー男爵、エメラルド・グループ出版共同設立者・名誉会長、バーク・ピアレッジ名誉総裁[9][10]
- Syed Ali Raza - パキスタン国立銀行総裁、同行会長
- Set Aung - 政治家、経済学者、経営コンサルタント、現ミャンマー計画・財務副大臣
- Martin Wheatley - イギリス金融行動監視機構元最高経営責任者
- Jonathan Kestenbaum, Baron Kestenbaum - RIT・キャピタル・パートナーズCOO
- Jeff Wooller - 会計士
- Tobias Ellwood - 政治家
- 劉明康 - 中国銀行業監督管理委員会元委員長
- Liu Mingkang - 中国の元政治家
- Ruth Yeoh - マレーシアの実業家
- Jihan Abass - ケニアの実業家
- Jay Shetty - インフルエンサー
- Evan Edinger - YouTuber

## 備考
160年以上の研究の歴史を持ち、卒業生の就職率および給料は一貫して高いランクにある。特に法律、ジャーナリズム、ビジネス・ファイナンスの教育における高い知名度と評価を得ている。ミッションは、「教育、研究および知識のビジネスへの移転、および専門性でロンドンを主導すること」である。また、MBA協会、EQUISおよびUniversities UKの所属メンバーである。